# Dynepo
Dynepo is een eiwithormoon dat het aanmaken van rode bloedcellen stimuleert. Epoëtine delta, de werkzame stof van Dynepo, is een kopie van het menselijk hormoon en wordt geproduceerd via genetische manipulatie. Dit hormoonpreparaat verhoogt de concentratie zuurstoftransporterende rode bloedcellen in het bloed en wordt gebruikt als medicijn tegen bloedarmoede.
Het middel werd ontwikkeld door Transkaryotic Therapies (TKT). Doordat lange tijd het middel niet aangetoond kon worden stond het ook wel bekend als de tweede generatie van het prestatiebevorderende epo. Met name bij frauderende duursporters was het middel in trek.  
Op 28 september 2007 maakte de krant L'Equipe bekend dat het Franse anti-dopinglaboratorium LNDD dynepo had gevonden in de urine van Michael Rasmussen tijdens de Tour de France 2007. Rasmussen werd uiteindelijk ontslagen wegens onregelmatigheden in het opgeven van zijn verblijfplaats. Volgens de krant zou ook bij andere wielrenners deze stof zijn aangetroffen, maar exacte criteria om te bepalen wanneer een test positief was ontbraken toentertijd.
Midden 2009 werd er door verbeterde onderzoeksmethodes wel een test ontwikkeld waarmee het middel aan te tonen is. Volgens de UCI waren verdachte bloedwaarden van de Nederlandse wielrenner Thomas Dekker in 2008 en 2009 een reden voor het internationale dopingagentschap WADA om de urinestaal van 2007 met nieuwe verbeterde methoden te onderzoeken. In dit staal werd Dynepo aangetroffen, wat leidde tot schorsing van Dekker.